# Dornot
Dornot ist eine Commune déléguée in der französischen Gemeinde Ancy-Dornot mit 162 Einwohnern (Stand 1. Januar 2022) im Département Moselle in der Region Grand Est (bis 2015 Lothringen).

## Geographie
Dornot liegt in Lothringen, am linken Ufer der Mosel, etwa zwölf Kilometer südwestlich von Metz und vier Kilometer östlich von Gorze. Das Gebiet ist Teil des Regionalen Naturparks Lothringen.

## Geschichte
Der Ort wurde 936 erstmals als Dornincum erwähnt. Er gehörte früher zum Bistum Metz  und war von 1810 bis 1869 Teil der Nachbargemeinde Ancy-sur-Moselle (Ancy a. d. Mosel).
Durch den Frankfurter Frieden vom 10. Mai 1871 kam die Region an das deutsche Reichsland Elsaß-Lothringen, und Dornot wurde als selbstständige Gemeinde im Kanton Gorze dem Landkreis Metz im Bezirk Lothringen zugeordnet. Die Dorfbewohner betrieben Weinbau und verrichteten später auch Arbeiten in den Eisenwerken der Umgegend. Um 1910 gab es im Ort eine Schaumweinfabrik.
Nach dem Ersten Weltkrieg musste die Region aufgrund der Bestimmungen des Versailler Vertrags 1919 an Frankreich abgetreten werden. Im Zweiten Weltkrieg war die Region von der deutschen Wehrmacht besetzt und stand unter deutscher Verwaltung.
Für 1802 werden 254 Einwohner in 63 Häusern angegeben, 1871 waren es noch 216 Einwohner in 64 Häusern und 1910 203 Einwohner. Danach waren es selten mehr als 200 Einwohner.
1915–1919 und 1940–1944 trug das Dorf den eingedeutschten Namen Dorningen.
Im November 2015 stimmten die Einwohner für den Zusammenschluss mit der Gemeinde Ancy-sur-Moselle, der am 1. Januar 2016 wirksam wurde.
Mit Wirkung vom 1. Januar 2016 wurden die Gemeinden Ancy-sur-Moselle und Dornot zu einer Commune nouvelle mit dem Namen Ancy-Dornot zusammengelegt. Die Gemeinde Dornot gehörte zum Arrondissement Metz und zum Kanton Les Coteaux de Moselle.

## Wappen
Blasonierung: „Auf blauem über goldenem Schildfuß in Gold der bewaffnete Heilige Gorgonius zu Pferd, an der Spitze begleitet von zwei goldenen Weintrauben, gold gestielt und belaubt“.
St. Gorgonius ist der Patron des ehemaligen Herrschaftsgebietes der Abtei Gorze, zu dem Dornot gehörte. Die zwei Weintrauben erinnern an die lange Weinbautradition an den Hängen des linken Moselufers.

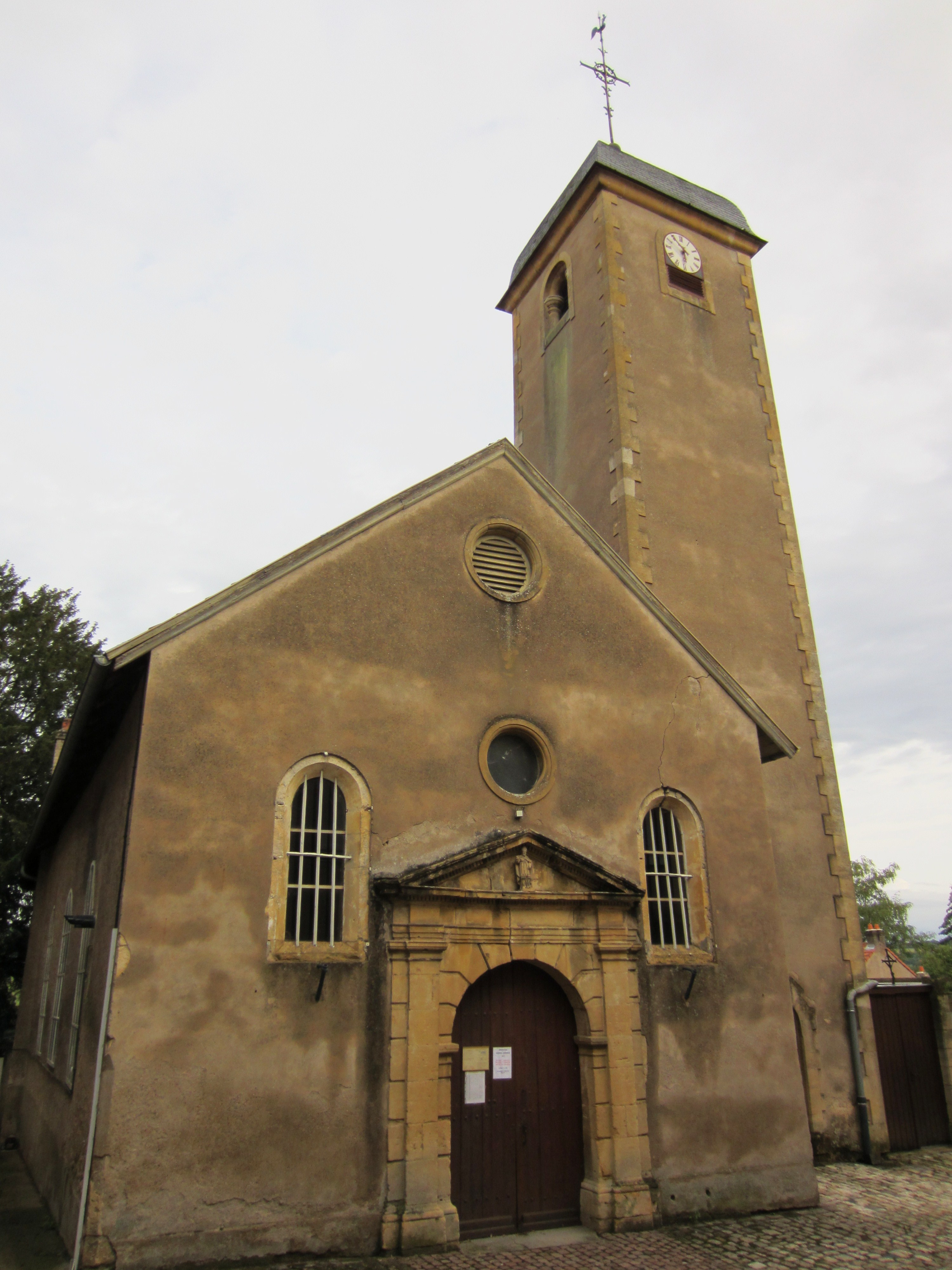
Kirche Saint-Clément
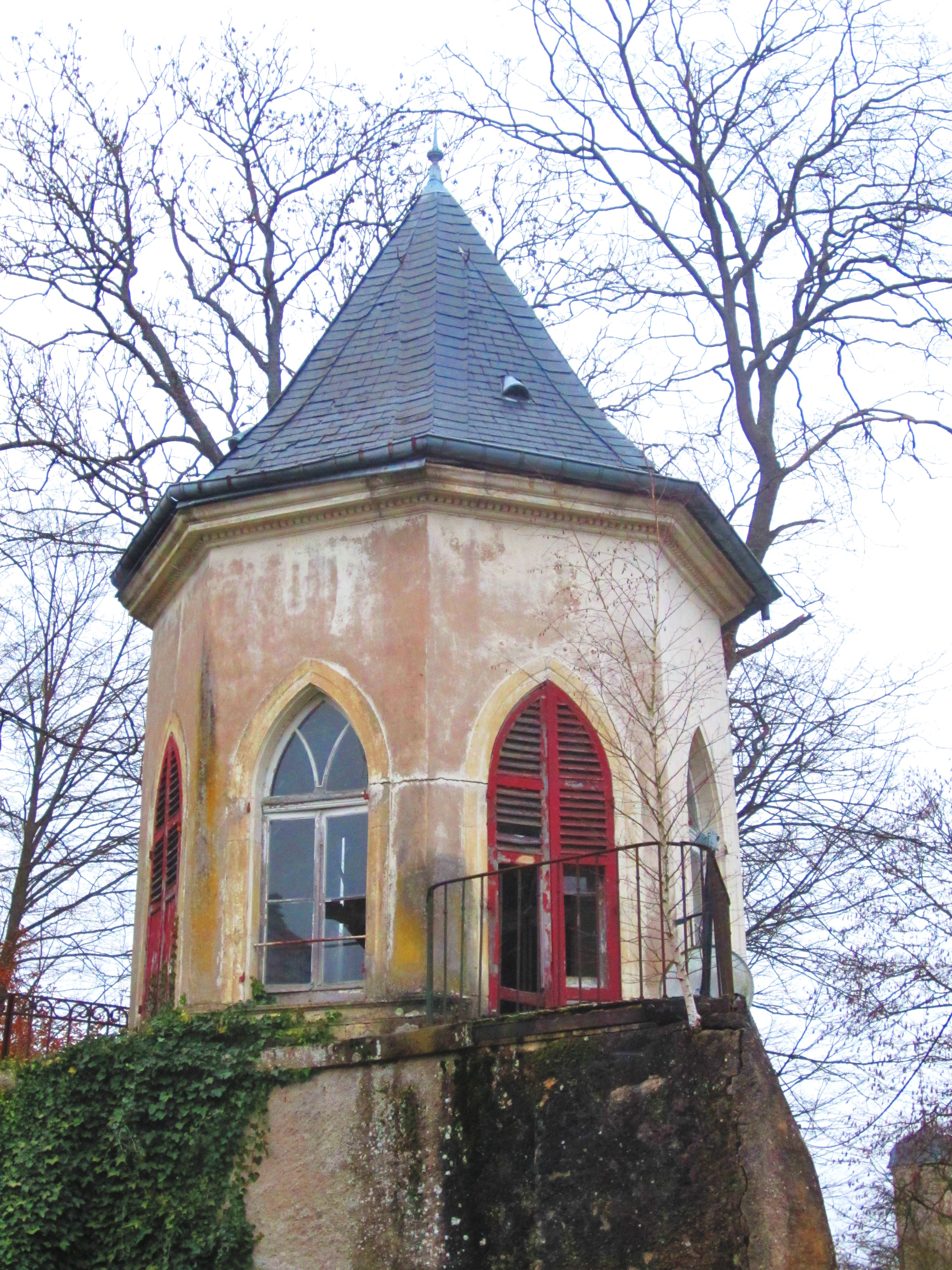
Turm des ehemaligen Schlosses